# 7327-es mellékút (Magyarország)
A 7327-es számú mellékút egy több mint 27,5 kilométer hosszú, négy számjegyű mellékút Zala és Veszprém vármegyék határvidékén, Keszthely és Sümeg között. Története évszázadokra nyúlik vissza, mivel a két várost már a középkorban is út kötötte össze, nagyjából ugyanezen a nyomvonalon.

## Nyomvonala
A 71-es főút 106. kilométerénél lévő körforgalmú csomópontból ágazik ki, a főút keszthelyi elkerülő szakaszán, a várostól északnyugatra, északnyugati irányban. Folytatása a körforgalom ellenkező irányában – a belváros felé – a 7347-es számozást viseli, ez a 71-es főút, 102+700-as kilométerszelvényénél indul, végighúzódik a város belterületének északi részén és itt ér véget 3 kilométer után.
Az út jelenlegi kilométer-számozása a 2. kilométer után kezdődik, ami arra utal, hogy kezdőpontja korábban valahol Keszthely belvárosában lehetett, és az egész kilométer-számozási rendszerét abban az időben alakították ki, amikor a 71-es főút még átvezetett a városon, viszont az elkerülő átadása után is megőrizte eredeti kilométer-számozását.
Néhány száz méterrel a kiágazása után – hivatalos kilométer-számozása szerint a 2+600-as kilométerszelvénye előtt kevéssel – kiágazik belőle dél felé a 7348-as út, Keszthely új köztemetője és délebbi városrészei felé. A folytatásban Ifjúság útja néven halad, nyugat felől végigkísérve Keszthely északi irányban hosszan elnyúló kertvárosi városrészét, közben, 4,4 kilométer megtétele után kiágazik belőle a 7332-es út, Hévíz és Alsópáhok felé. A 4+900 kilométerszelvénye előtt még kiágazik belőle a 73 179-es út, majd elhagyja Keszthely területét.
A következő településen, Cserszegtomajon csak a közigazgatási terület nyugati szélen halad a Gyöngyös-patak mentén, majd 6,9 kilométer után átlép Rezi területére, de ott úgyszintén csak a település nyugati külterületeiig húzódik végig. Közben, a 8+800-as kilométerszelvénye után egy elágazása következik: ott ágazik ki a 7331-es út északnyugat (Jánosháza) felé, a 7327-es pedig észak felé folytatódik.
Az út innen még egészen a 14. kilométeréig Rezi területén halad, ott lépi át Zalaszántó határát. A község legdélebbi házait elérve, a 15+450-es kilométerszelvényénél keletnek fordul, a Keszthelyi utca nevet felvéve; ugyanott beletorkollik nyugat felől a 73 164-es út, amely a 7331-es útból ágazik ki Vindornyaszőlős központjában, áthalad Vindornyalak belterületén és itt ér véget, 6,2 kilométer után.
15,8 kilométer teljesítése után az út újabb elágazáshoz ér – itt a 7342-es út torkollik bele, 15,2 kilométer megtétele után, amely Tapolca térségétől tart idáig –, majd északnak fordul, Fő utca néven. A 17. kilométere után hagyja el Zalaszántó legészakibb házait; 19,4 kilométer után elhalad a Tátikahidegkúti major nevű külterületi településrész mellett, majd a 20. kilométere után vármegyehatárhoz ér: Zalából Veszprém vármegyébe, a Keszthelyi járásból a Sümegi járásba lép át.
Bazsi a következő település, amelyet az út érint: ennek központja a 21+500-as kilométerszelvénye közelében van, itt a Fő utca nevet viseli. A 22+150-es kilométerszelvényénél kiágazik belőle keleti irányba a 73 159-es út, Sümegprága felé, majd a 23+900-as kilométerszelvényénél, a községhatár északkeleti szélén egy újabb kereszteződése következik: itt torkollik bele a 7331-es útból Kisgörbőn induló, Nagygörbő, Döbröce és Sümegcsehi érintésével idáig húzódó 7333-as út, csaknem 9 kilométer megtétele után.
Ettől a ponttól kezdve az út már sümegi területen vezet; előbb elhalad Jánosmajor külterületi településrész mellett, majd a 25+150-es kilométerszelvényénél keresztezi a Marcalt; 26,6 kilométer után visszatorkollik bele a 73 159-es út, 6,4 kilométer megtétele után, a 26+800-as kilométerszelvényénél pedig keresztezi a MÁV 26-os számú Balatonszentgyörgy–Tapolca–Ukk-vasútvonalat. A kisváros belterületén előbb a Tátikai utca, majd az Árpád utca nevet viseli; a 7319-es útba torkollva ér véget, annak 16+850-es kilométerszelvényénél.
Teljes hossza, az országos közutak térképes nyilvántartását szolgáló kira.gov.hu adatbázisa szerint 27,554 kilométer.

## Története
Egy, nagyjából a mai út vonalvezetésével egybeeső útvonal már a középkorban is létezett a Dunántúlnak ezen a részén, sőt Tomaj (Cserszegtomaj) és Hidegkút (Tátikahidegkút) vámhelynek is minősült.

## Hídjai
Zala vármegyében két jelentősebb hídja van, ezek az alábbiak:
- a 13+649-es kilométerszelvényében a zalaszántói Monori-patak-híd, ez 1903-ban épült kő-tégla boltozatként, nyílásköze 3,0 méter, teljes szerkezeti hossza 4,0 méter;
- a 14+097-es kilométerszelvényében egy időszakos vízfolyás feletti híd, ugyancsak Zalaszántónál, ez 1949-ban épült monolit vasbetonlemez szerkezettel, nyílásköze 8,1 méter, teljes szerkezeti hossza 9,4 méter.[2]

## Települések az út mentén
- Keszthely
- Cserszegtomaj
- Rezi
- Zalaszántó
- Bazsi
- Sümeg